# Zandabecken
Das Zandabecken, in der wissenschaftlichen Literatur vor allem in der englischen Bezeichnung als Zanda Basin oder Zhada Basin bekannt, ist ein tektonisches Sedimentbecken am Nordrand des Himalaya im Kreis Zanda, Bezirk Ngari, und damit im äußersten Westen des Autonomen Gebiets Tibet in der Volksrepublik China.
Das Becken ist durch eine tektonische Plattenverschiebung im Zusammenhang mit der Gebirgsbildung des Himalaya entstanden (pull-apart sag basin) und wurde danach durch Sedimentation aufgefüllt. Es ist vor allem als Fossillagerstätte bekannt, unter den Funden befinden sich zahlreiche Fossilien von Wirbeltieren des späten Miozän bis zum frühen Pleistozän und überspannt damit die gesamte Zeit des Pliozän vor etwa 5,3 bis 2,6 Millionen Jahren.

## Geographische Lage
Das Zandabecken liegt im Südwesten des Tibetischen Hochlands, nördlich des Hauptkamms des Himalaya. Im Nordosten bildet das Ayilariju-Gebirge die natürliche Grenze. Es verläuft parallel zur Hauptachse des Himalaya etwa von Nordwest nach Südost und ist etwa 100 km lang und rund 30 km breit. Durchzogen wird das Zandabecken von Ost nach West vom Fluss Satluj (hier Langqên Zangbo oder Xiàngquán Hé genannt), der nach dem Verlassen des Beckens Richtung Südwest zum Punjab hin entwässert und später in den Indus mündet. Der Fluss schneidet sich tief in die Ablagerungen ein, bis hinunter zu den marinen Ablagerungen des ehemaligen Tethys-Ozeans, die den Grundstock des Hochlandes bilden und in das Mesozoikum datieren. Diese erosive Tätigkeit des Flusses führt zu den guten Aufschlussbedingungen im Zandabecken. Das Zandabecken entstand durch tektonische Bewegungen des Untergrundes beim Auffalten des Himalaya. Dadurch wird das Becken von zahlreichen tektonischen Störungszonen eingerahmt. Von Bedeutung ist vor allem das im Süden angrenzende South Tibetan Detachment System, eine der Hauptfalten des Hochgebirges. Durch diese tektonischen Bewegungen liegt das Zandabecken heute auf einer Höhe zwischen 3700 und 4500 m über dem Meeresspiegel. Diese extreme Höhenlage ruft ein allgemein kaltes Klimas mit einer Jahresdurchschnittstemperatur von 0 °C hervor. Die Sommer sind meist trocken und die Winter im Vergleich zum östlichen Himalaya nass.

## Geologie und Paläontologie

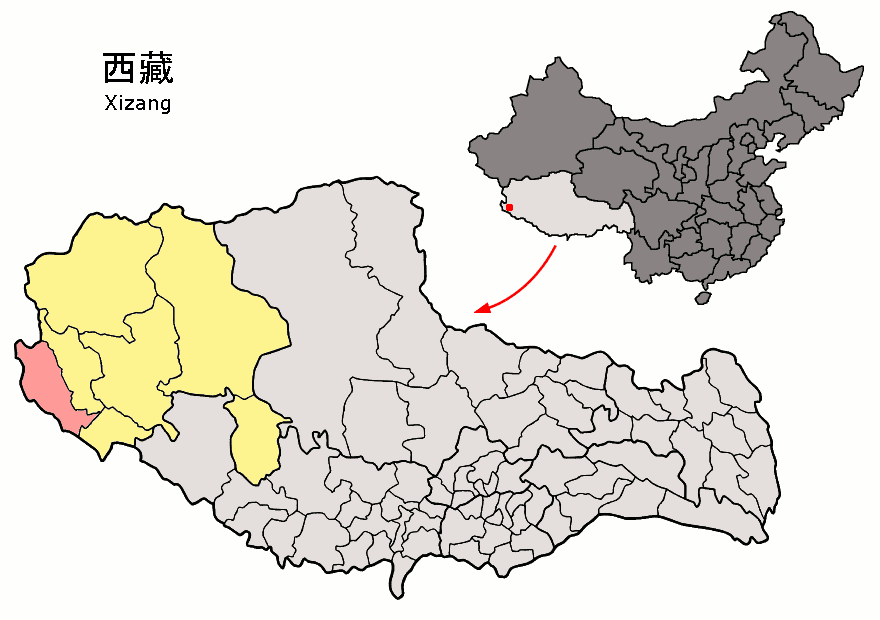
Lage des Kreises Zanda (rosa) im Regierungsbezirk Ngari (gelb)

Das Zandabecken enthält eine insgesamt 800 Meter hohe Schicht von fein- bis grobkörnigen Sedimenten, in denen sich zahlreiche Fossilien befinden. Es stellt aufgrund vieler Funde gut erhaltener Wirbeltierfossilien, vor allem Fische und Säugetiere, eine wichtige Fossillagerstätte des späten Miozän bis zum frühen Pleistozän dar. Aufgrund der Lage des Beckens und der Fossilgeschichte kann die Fauna des Gebietes während der Zeit des Pliozän rekonstruiert und interpretiert werden. In der dokumentierten Zeitspanne erfolgte die Austrocknung des Hochland von Tibet, das im Zuge der Gebirgsentstehung des Himalaya im frühen Miozän entstand, sowie die nahezu vollständigen Vergletscherung des Hochlandes zum Beginn der pleistozänen Eiszeit und die damit verbundene Zunahme der Monsun-Aktivitäten in Indien und Ostasien.

### Biostratigraphie und Zoogeographie
Durch ein großangelegtes Forschungsunternehmen der Chinesischen Akademie der Wissenschaften im Zandabecken seit 2006 konnte die Zeit dokumentiert sowie eine detaillierte Biostratigraphie auf der Basis gefundener Säugetierfossilien von insgesamt 240 Wirbeltierfundstellen erarbeitet werden. Dabei wurde die unterste Schicht von 150 Metern Stärke dem späten Miozän vor 6,4 bis 5,3 Millionen Jahren zugeordnet, Säugerfossilien dieses Bereichs gehören zu den Gattungen Ochotona, Panthera, Qurliqnoria, Palaeotragus und Hipparion. Auf diese Schicht folgt die dem Pliozän zugeordnete Schicht (150 bis 620 Meter) mit Kleinsäugern wie Prosiphneus, Mimomys, Apodemus und Trischizolagus sowie zahlreichen Großsäugern wie Coelodonta thibetana, Hipparion zandaense, Chasmaporthetes, Nyctereutes, Meles und Antilospira. Die oberste Schicht (620 bis 800 Meter) enthält nur wenige Fossilien, die für das Pleistozän charakteristisch sind, darunter etwa Pferde (Equus).
Die zoogeographische Zusammensetzung der fossilen und rezenten Säugetierfauna wird zurückgeführt auf ein Mosaik von Arten und Gattungen, die zum einen zur typischen Fauna Ostasiens und vor allem Nordchinas gehören, und zum anderen ihren Ursprung im Tibetanischen Hochland haben. Zu den Arten der letzteren Gruppe gehören unter anderen verschiedene Arten der Pfeifhasen, die ausgestorbene Hörnchengattung Aepyosciurus sowie die Qurliqnoria, einer frühen Verwandten der rezenten Tibetantilope (Pantholops hodgsonii).

### „Out-of-Tibet“-Hypothese
Die Funde verschiedener Säugetiere, vor allem der Fund des Nashorns Coelodonta thibetana, einem Vorfahren des während der Eiszeit weit verbreiteten Wollnashorns, führten zu der Formulierung der „Out-of-Tibet“-Hypothese. Nach dieser Theorie entstanden zahlreiche Anpassungen verschiedener Säugetiere an das Leben in Kaltgebieten während der Eiszeit im Hochland von Tibet. Diese Arten verbreiteten sich danach über das von der Eiszeit betroffene Gebiet der nördlichen Hemisphäre. Die Hypothese wurde durch weitere Fossilien bestärkt, darunter vor allem die Erstbeschreibung des Fuchses Vulpes qiuzhudingi, Fossilien des Palaeopanthera blytheae, einer frühen Großkatzenart, sowie durch die ältesten Fossilien der Gattung Sinicuon, einem nahen Verwandten des Rothundes.

## Forschungsgeschichte
Die ersten größeren Untersuchungen begannen mit der Entdeckung eines rechten Oberkieferfragments mit stark abgekauten Zähnen der ausgestorbenen Giraffe Palaeotragus, die während einer Expedition der Chinesischen Akademie der Wissenschaften im Jahr 1976 in über 4000 m Höhe. Weitere Funde gelangen in den Jahren, darunter befanden sich Reste des Pferdes Hipparion odund ein Backenzahn eines Nashorns. Anfang des dritten Jahrtausends kamen auch die ersten Fossilien eines Pfeifhasen aus der Gattung Ochotona in Form zweier Prämolaren hinzu. Zwischen den Jahren 2006 und 2012 fanden fast jährlich intensive Feldforschungen statt. Dabei konnten unter anderem der Schädel des frühen Wollnashorns Coelodonta thibetana, ein weiterer Schädel der Raubkatze Palaeopanthera blytheae sowie die Kieferreste des Fuchses Vulpes qiuzhudingi und eines weiteren Hundevertreters, Sinicuon dubius, entdeckt werden. Es handelt sich hierbei in mehreren Fällen um Vorgängerformen von Säugetieren, die später im Verlauf des Pleistozän und teilweise noch heute eine dominierende Stellung in den nördlicheren Gebieten von Eurasien einnehmen, was zur Formulierung der „Out-of-Tibet“-Hypothese führte. Neben den großen Säugetieren und Fischen, di in der gesamten Sedimentabfolge mit Ausnahme der obersten und untersten Bereiche streuen, konnten an der Basis der Abfolge auch zwei Fundstellen mit Kleinsäugerresten entdeckt werden, die eine genau biostratigraphische Alterseinstufung der Funde des Zandabeckens ermöglichen. Die Forschungen im Zandabecken halten bis heute an.

## Belege
1. 1 2 3 4 5 6 7  Xiaoming Wang, Qiang Li, Guangpu Xie, Joel E. Saylor, Zhijie J. Tseng, Gary T. Takeuchi, Tao Deng, Yang Wang, Sukuan Hou, Juan Liu, Chunfu Zhang, Ning Wang, Feixiang Wu: Mio-Pleistocene Zanda Basin biostratigraphy and geochronology, pre-Ice Age fauna, and mammalian evolution in western Himalaya. Palaeogeography, Palaeoclimatology, Palaeoecology 374, 2013; S. 81–95. doi:10.1016/j.palaeo.2013.01.007
2. 1 2  Qingsong Zhang, Fubao Wang, Hongxiang Ji und Wanpo Huang: Pliocene Sediments of the Zanda Basin, Tibet. Journal of Stratigraphy 5 (3), 1981, S. 216–220
3. 1 2  Xiaoming Wang, Qiang Li, Zhu-Ding Qiu, Ban-Yue Wang, Zhan-Xiang Qiu, Zhijie J. Tseng, Gary T. Takeuchi, Tao Deng: Neogene Mammalian Biostratigraphy and Geochronology of the Tibetan Plateau. In: Xiaoming Wang, Lawrence J. Flynn und Mikael Fortelius (Hrsg.): Fossil Mammals of Asia. Neogene Biostratigraphy amnd Chronology. Columbia University Press, New York, 2013, S. 274–293
4. 1 2  Tao Deng, Xiaoming Wang, Mikael Fortelius, Qiang Li, Yang Wang, Zhijie J. Tseng, Gary T. Takeuchi, Joel E. Saylor, Laura K. Säilä, Guangpu Xie: Out of Tibet: Pliocene Woolly Rhino Suggests High-Plateau Origin of Ice Age Megaherbivores. In: Science 333, September 2011, S. 1285–1288. doi:10.1126/science.1206594
5. 1 2  Xiaoming Wang, Zhijie Jack Tseng, Qiang Li, Gary T. Takeuchi, Guangpu Xie: From ‘third pole’ to north pole: a Himalayan origin for the arctic fox. In: Proceedings of the Royal Society B. 281. Jahrgang, Nr. 1787. Royal Society, 11. Juni 2014, doi:10.1098/rspb.2014.0893 (royalsocietypublishing.org [abgerufen am 8. Juli 2014]).
6. 1 2  Z. Jack Tseng, Xiaoming Wang, Graham J. Slater, Gary T. Takeuchi, Qiang Li, Juan Liu, Guangpu Xie: Himalayan fossils of the oldest known pantherine establish ancient origin of big cats. Proceedings of the Royal Society B - Biological Sciencesvol. 281 no. 1774 20132686, November 2013. doi:10.1098/rspb.2013.2686
7. 1 2  Xiaoming Wang, Qiang Li, Guangpu Xie: Earliest record of Sinicuon in Zanda Basin, southern Tibet and implications for hypercarnivores in cold environments. Quaternary International, in Press 2014 (online verfügbar seit März 2014). doi:10.1016/j.quaint.2014.03.028
8. ↑  Meng Xiangang, Zhu Dagang, Shao Zhaogamg, Yang Chaobin, Han Jian‘en, Yu Jia, Meng Qingwei: Discovery of fossil teeth of PlioceneOchotonain the Zanda Basin, Ngari, Tibet, China. Geological Bulletin of China 24, 2005, S. 1175–1178